# Per Eckerdal
Per Hugo Eckerdal, född 31 mars 1951 i Östad i Västergötland, är en svensk teolog som var biskop i Göteborgs stift 2011–2018.
Hans valspråk som biskop, "Mitt ibland er", är hämtat från Johannes döparens ord om Jesus ur Johannesevangeliet.

## Biografi
Per Eckerdal prästvigdes 1975 och var komminister i Kortedala församling i Göteborg 1975–1977, stiftsadjunkt 1977–1982 samt komminister i Älvsåkers församling (Tölö pastorat) i Halland 1982–1990. 
Han ledde Bräcke diakoni som direktor 1990–2008 och som arbetande styrelseordförande 2008–2011.
År 1992 blev han teologie doktor inom ämnet kyrkovetenskap med avhandlingen Småkyrka i storstad : småkyrkorörelsen i Göteborg 1946-1970 : en studie av kyrklig strategi i en växande storstad.
År 2011 utnämndes han till biskop i Göteborgs stift och var stiftets biskop fram till sin pensionering 2018.
Vid nomineringsvalet inför ärkebiskopsvalet 2013 kom Per Eckerdal på femte plats med tre procent av rösterna och blev därmed en av kandidaterna i själva valet.

## Familj
Per Eckerdal är son till Hugo Eckerdal (1907–1987), kyrkoherde och kontraktsprost i Västra Frölunda församling i Göteborg, och hans hustru Vera, född Andersson (1912–2007). Han är bror till biskop Lars Eckerdal och förre domprosten i Linköping Anders Eckerdal. Han är farbror till biskopen i Visby Erik Eckerdal. Från sitt första äktenskap (1973–2000) med Lena Eckerdal, född Harrysson, har han fyra barn. Sedan 2000 är han gift med prästen Monica Eckerdal, nationell samordnare för jourhavande präst och brorsdotter till ärkebiskop Bertil Werkström.